# یهودستیزی مذهبی

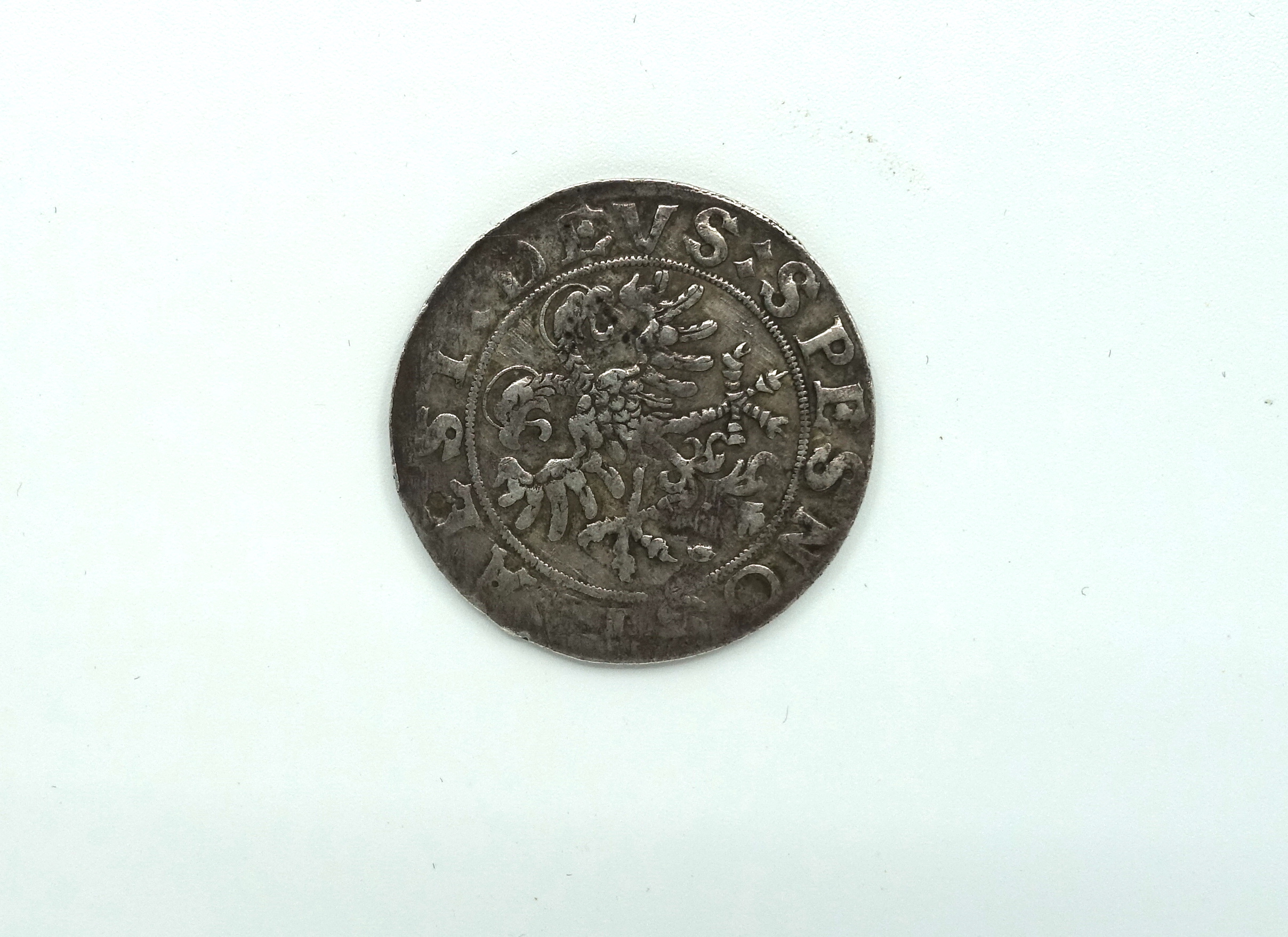
سکه ضخیم شافهاوزن مربوط به سال ۱۶۱۷. این سکه با لایبزول (عوارض بدنی) ۲۴ کروزر مطابقت دارد که یهودیان از سال ۱۶۷۶ به بعد برای اقامت در شافهاوزن باید می‌پرداختند. سکه‌ای در مجموعه موزه یهودیان سوئیس نگهداری میشود

یهود ستیزی مذهبی عبارت است از انزجار یا تبعیض علیه یهودیان به‌طور کلی بر اساس اعتقادات مذهبی، ادعاهای نادرست علیه یهودیت و جعلیات ضدیهودی مذهبی. گاهی آن را یهودستیزی الهیاتی می‌نامند.
برخی از دانشوران استدلال می‌کنند که یهود ستیزی مدرن اساساً بر اساس عوامل غیر دینی استوار است، جان هیگام از این مکتب فکری است. با این حال، این تفسیر به چالش کشیده شده‌است. در سال ۱۹۶۶ چارلز گلاک و رادنی استارک نخستین بار داده‌های نظرسنجی گزینه‌های عمومی را منتشر کردند که نشان می‌داد بیشتر آمریکایی‌ها کلیشه‌های خود را از یهودیان بر اساس دین بنا نهاده‌اند. نظر سنجی بیشتر از زمان آمریکا و اروپا موید این نتیجه بوده‌است.

## یهود ستیزی اسلامی
با پیدایش اسلام در قرن ۷ میلادی و گسترش سریع آن در شبه جزیره عربستان و فراتر از آن، یهودیان (و بسیاری دیگر از مردم) تابع اراده حاکمان مسلمان شدند. کیفیت حکومت، و همچنین نگرش حاکمان، مقامات دولتی، روحانیون و عموم مردم نسبت به افراد مختلف تابع آنان در دوره‌های مختلف به‌طور قابل توجهی متفاوت بود، / این در رفتار آنها با این افراد انعکاس پیدا کرد.
تعاریف مختلفی از ضد یهودیت در متن اسلام ارائه شده‌است. میزان یهود ستیزی در میان مسلمانان بسته به تعریف انتخاب شده متفاوت است:
- دانشمندانی مانند کلود کائن و شلومو داو گوتین این خصومت را خصومت خاص فقط در مورد یهودیان تعریف می‌کنند که تبعیضاتی را که به‌طور کلی علیه غیرمسلمانان اعمال می‌شود، شامل نمی‌شوند.[۱][۲][۳] از نظر این محققان، یهود ستیزی در اسلام قرون وسطایی محلی و پراکنده تا عمومی و بومی ناموجود [کلود کهن]، یا به ندرت موجود بوده‌است.
- به گفته برنارد لوئیس، یهودستیزی با دو ویژگی مشخص مشخص می‌شود: یهودیان بر اساس معیاری متفاوت از آنچه در مورد دیگران اعمال می‌شود، مورد قضاوت قرار می‌گیرند و آنها را به «شر کیهانی» متهم می‌کنند.[۴] برای لوئیس، از اواخر قرن نوزدهم، جنبش‌هایی در میان مسلمانان ظاهر می‌شود که برای اولین بار می‌توان اصطلاح فنی یهودستیزی را به‌طور مشروع برایش استفاده کرد.[۵] با این حال، او باورهای اهریمن نمایانه، تبعیض ضدیهودی و تحقیرهای سیستماتیک را بخشی «ذاتی» از جهان سنتی مسلمان توصیف می‌کند، حتی اگر آزار و اذیت‌های خشونت‌آمیز نسبتاً نادر باشد.[۶]